# Tagaküla (Viimsi)
Tagaküla (Zweeds: Bakbyn; de Estische en de Zweedse naam betekenen ‘Achterdorp’) is een plaats op het Estlandse eiland Naissaar, dat deel uitmaakt van de gemeente Viimsi in de provincie Harjumaa. De plaats heeft de status van dorp (Estisch: küla) en telt 3 inwoners (2021).

## Ligging
Tagaküla ligt aan de noordkant van het eiland. Hier staat de vuurtoren van het eiland, 45 meter hoog en gebouwd in 1960.

## Geschiedenis
Tagaküla ontstond pas in het begin van de 20e eeuw, toen vijf Zweedstalige families zich hier vestigden. De plaats werd voor het eerst genoemd in een Russischtalig document uit 1913 als Тага-кюла, een cyrillische weergave van de Estische naam.
Na de Tweede Wereldoorlog werd de verdeling van Naissaar in drie dorpen (Lõunaküla, Tagaküla en Väikeheinamaa) opgeheven: er was nog maar één dorp, Naissaare. In 2011 werd de onderverdeling in drie dorpen hersteld.

## Foto's

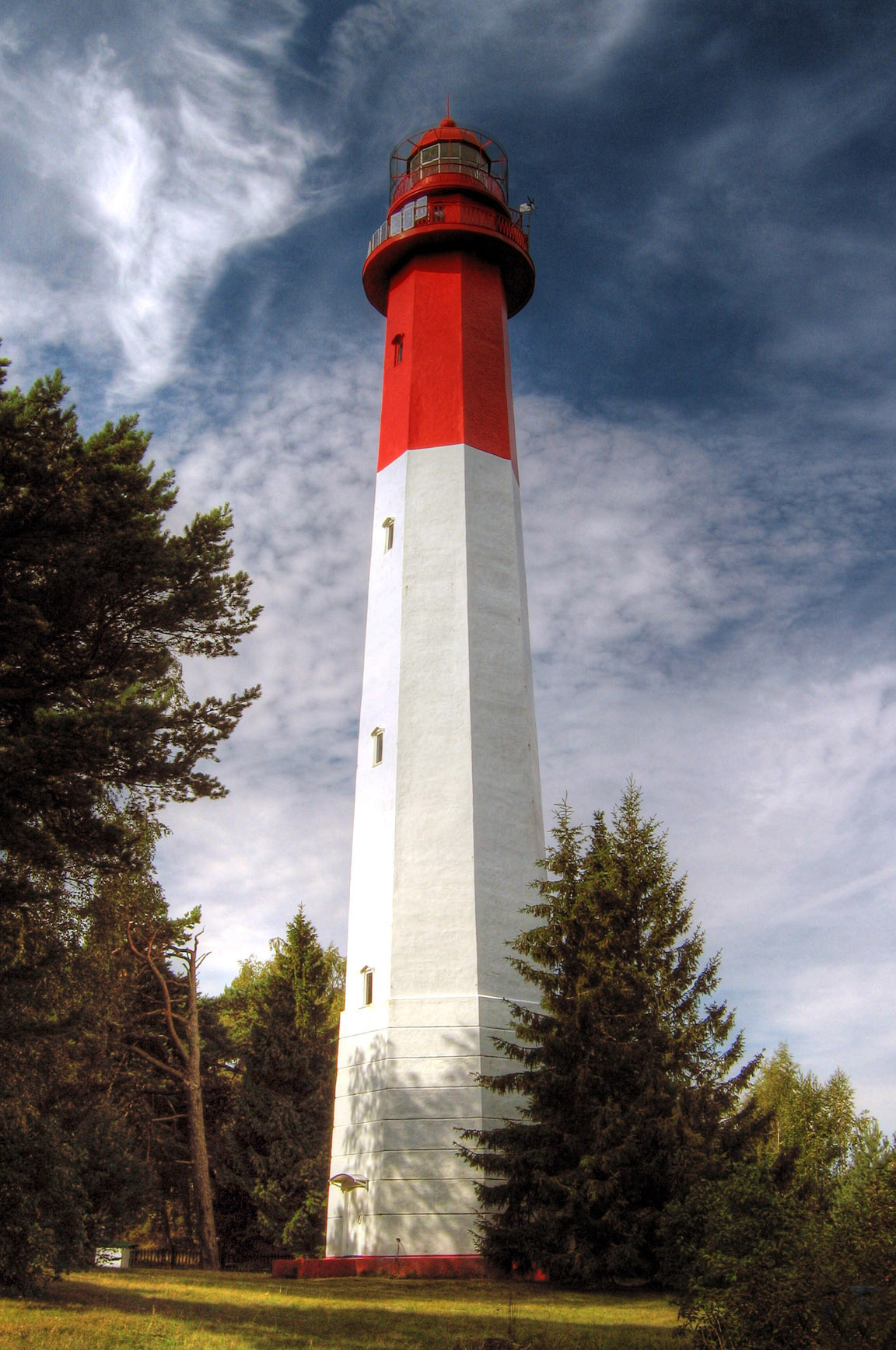
De vuurtoren van het eiland
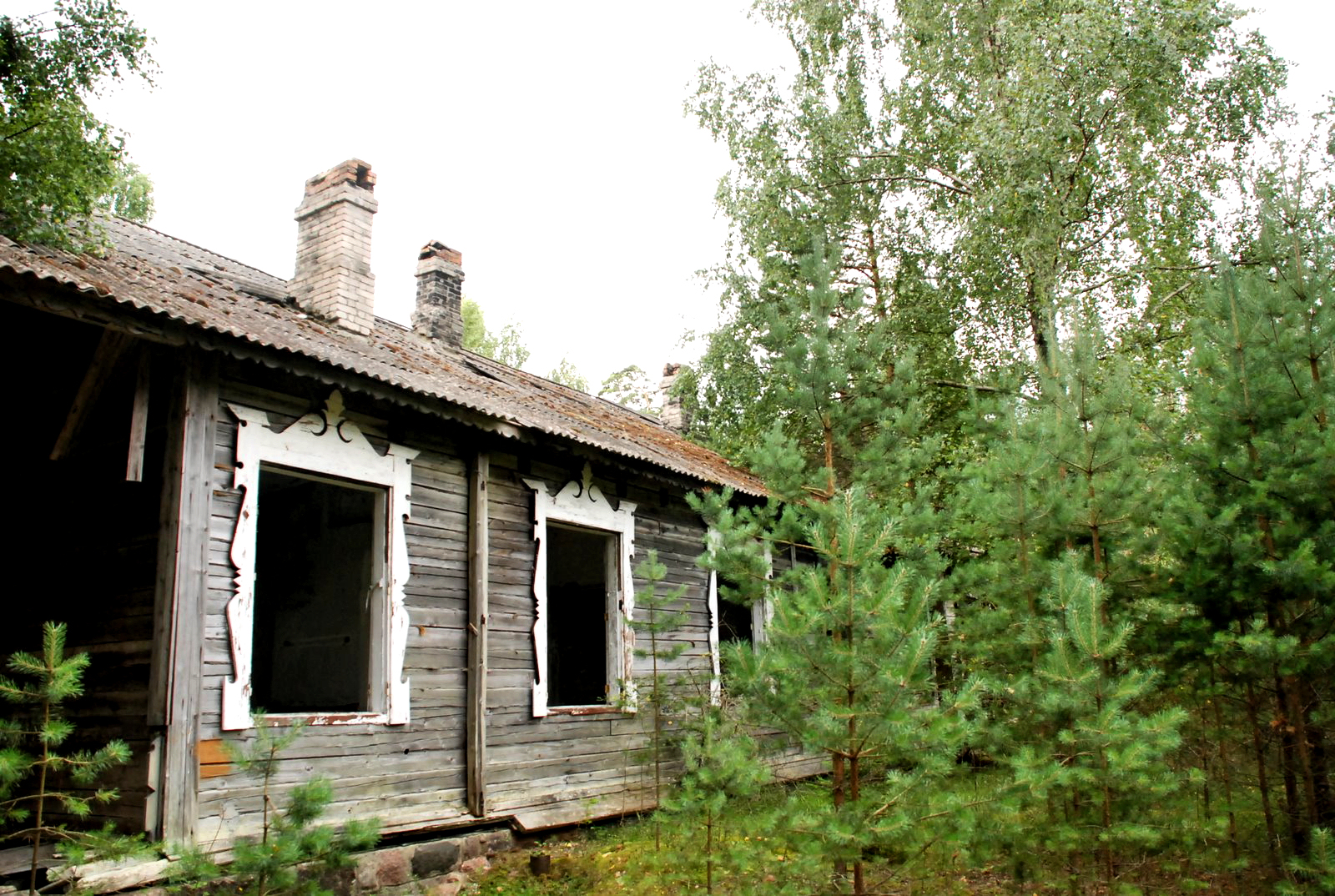
Gewezen officierscasino van het Rode Leger